# Isole Chatham
Le Isole Chatham (moriori: Rēkohu, māori: Wharekauri) sono un arcipelago formato da due isole principali situate a est della Nuova Zelanda, con una popolazione di 663 residenti stimati dopo l'ultimo censimento del 2018. Culturalmente appartengono alla Polinesia, mentre politicamente fanno parte della Nuova Zelanda.

## Storia
Inizialmente popolate da gruppi di navigatori polinesiani, si presume discendenti da una popolazione Maori proveniente dalla Nuova Zelanda, ma altre teorie suggeriscono una discendenza da popolazioni polinesiane provenienti da altre isole situate più a nord. In ogni caso l'isolamento condusse al formarsi di un'identità propria e gli abitanti originari si identificano come Moriori. Prima del contatto con gli europei costituivano una società tradizionale e pacifica stimata in circa 2 000 abitanti.
Il primo contatto con gli europei avvenne il 29 novembre 1791, con l'arrivo del veliero HMS Chatham, comandato dal capitano William Broughton. In seguito le isole divennero centro di caccia alle balene e alle foche.
Nel 1835 le isole furono invase da circa 500 Maori provenienti dalla Nuova Zelanda, giunti su due velieri il 19 novembre 1835 e il 24 dicembre 1835. Gli invasori uccisero la maggior parte degli abitanti originari, circa 2 000 persone di indole pacifica che avevano deciso di non opporre resistenza. I pochi sopravvissuti formarono una società mista con i Maori invasori e con balenieri di origine europea. Nel 1842 le isole Chatham diventarono parte della Nuova Zelanda, a quel tempo colonia britannica. Nel 1843 giunse dalla Germania un gruppo di missionari luterani.

## Geografia

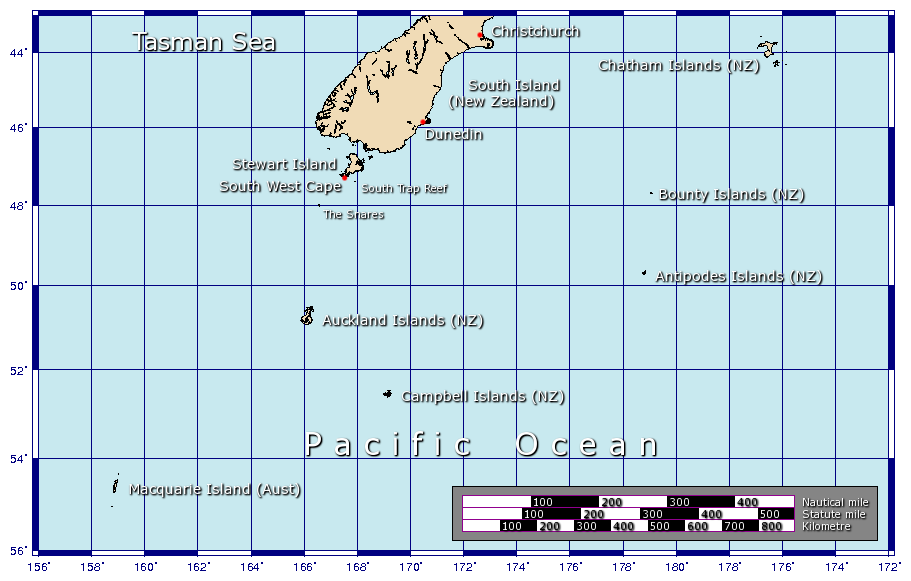
La posizione delle isole Chatham e di altri arcipelaghi a sud e a est della Nuova Zelanda

L'arcipelago si trova a circa 800 km a est della Nuova Zelanda. La sua posizione sul globo terrestre è quasi agli antipodi della penisola italiana: ad esempio, Waitangi dista circa 19 265 chilometri da Roma. Le due isole abitate sono Chatham Island e Isola Pitt. Le altre isole costituiscono una riserva naturale. Di queste, la più distante è l'isola Forty-Fours a circa 50 km a est di Chatham Island.

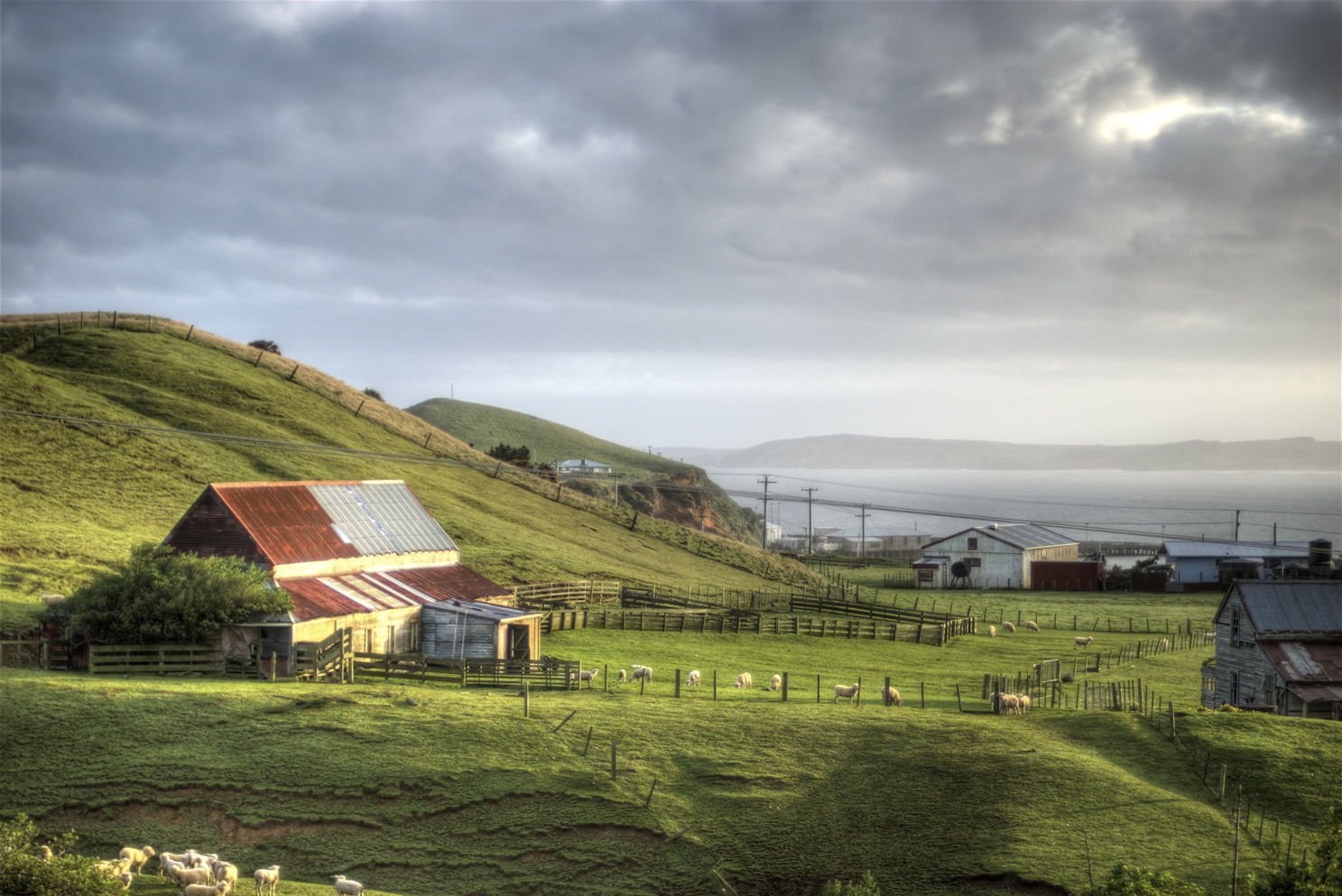
Una veduta delle isole

I centri abitati principali sono Waitangi, di circa 200 abitanti, Te One, Kaingaroa, Owenga e Port Hutt. Waitangi dispone di un ospedale, diversi negozi e officine, ed è il porto principale. Sulle isole vi sono inoltre, tre scuole, che portano l'insegnamento fino all'ottavo anno scolastico.
L'aeroporto si trova a Hapupu, nel nord dell'isola Chatham. La Air Chathams offre servizi regolari a tre città neozelandesi, Auckland, Wellington, e Christchurch. Un mercantile provvede a rifornire gli abitanti dell'isola di cibo, indumenti, benzina e beni vari. Le isole sono meta turistica ed esportano prodotti bestiari come pecore da carne e bovini, e marini: principalmente Blue Cod, aragoste, paua e ricci di mare.
Le isole sono collinose. La vegetazione comprende piante locali, compresi alberi di macrocarpa. Il punto più elevato è a 286 metri sull'isola Mangere. L'isola Chatham ha parecchi laghi e lagune, compresa la Laguna Te Whanga, la maggiore, e alcuni corsi d'acqua.
Il fuso orario delle isole Chatham precede l'ora della Nuova Zelanda di 45 minuti (anche durante l'ora legale), ma la data è la stessa. Infatti, nonostante le isole Chatham si trovino a est del centottantesimo meridiano e la Nuova Zelanda a ovest, entrambe si trovano a ovest della linea internazionale del cambio di data. Costituiscono il punto più a est della Nuova Zelanda, in particolare le Forty-Fours, la parte più a est dell'arcipelago.

## Ambiente
Al largo delle coste orientali della Nuova Zelanda, il gruppo insulare attorno all'isola Chatham costituisce un altro ben noto caso di isolamento faunistico (con evoluzione di diversi interessanti elementi endemici) e di successiva devastante azione dell'uomo, che ha distrutto e scompaginato il delicato ambiente insulare con incendi, coltivazioni, tagli boschivi, o l'introduzione di predatori estranei come gatti, cani, e ratti.
Qui vivevano ad esempio due piccoli Rallidi, chiamati dai Maori rispettivamente "Matirakahu" e "Meriki": il primo (Cabalus modestus), già al momento della scoperta, nel 1871, era ormai confinato sull'isoletta Mangere, grande poco più di un chilometro quadrato, e qui fu estinto definitivamente nel breve giro di 25 anni grazie agli incendi, all'alterazione dell'habitat e - ne fa fede lo specialista neozelandese W. R. B. Oliver - alla sconsiderata azione dei collezionisti; del secondo (Gallirallus dieffenbachi), scoperto nel 1840, non è noto che un solo esemplare, catturato appunto in quell'anno da E. Dieffenbach, e occorre pensare che si sia estinto non molto tempo dopo a causa, principalmente, della predazione operata da gatti, cani e ratti.
Pure estinti sono ormai un Silvide endemico (Poodytes rufescens), scomparso intorno al 1895 dai suoi ultimi rifugi, le isole di Piccola Mangere, Mangere e Pitt, e un grazioso Melifagide verde-blu, il "makomako" (Anthornis melanocephala), distrutto da predatori e tagli boschivi intorno al 1906. Sopravvive precariamente ancora, invece, una sorta di pigliamosche (Petroica traversi), la cui intera popolazione era composta nel 1984 da sole cinque coppie, asserragliate in pochi ettari di macchia sull'isoletta Piccola Mangere (l'unica delle Chatham ancora libera da gatti). Attualmente, grazie all'impegno di Don Merton e dagli altri membri della squadra del Wildlife Service, gli esemplari di balia melanica sono quasi 250.

## Economia
Nel 1999 una società privata, la "Chatham Islands Note Corporation", ha emesso una serie di banconote per celebrare il fatto che le isole fossero la prima terra abitata da esseri umani a entrare nel nuovo millennio, data la posizione geografica delle stesse isole. Queste banconote non hanno mai avuto valore legale e non sono mai state riconosciute dalla "Bank of New Zealand" come tali: tuttavia sono reperibili da appassionati e collezionisti nelle fiere specializzate.